# كريستوفاو راموس
كريستوفاو راموس هو لاعب كرة قدم برتغالي في مركز نصف الجناح، ولد في 25 مارس 1983 في ليون في فرنسا. شارك مع منتخب البرتغال تحت 20 سنة لكرة القدم ومنتخب البرتغال تحت 21 سنة لكرة القدم. أما مع النوادي، فقد لعب مع أنورثوسيس فاماغوستا وقونية سبور وليفسكي صوفيا ونادي أومونيا ونادي ليتشويس.

## وصلات خارجية
- كريستوفاو راموس على موقع قاعدة بيانات كرة القدم.إي يو (الإنجليزية)
- كريستوفاو راموس على موقع Soccerway.com (الإنجليزية)